# Nívio Gabrich
Nívio, właśc. Nívio Gabrich (ur. 7 września 1927 w Santa Luzia, 16 lipca 1981) – piłkarz brazylijski, występujący na pozycji napastnika.

## Kariera klubowa
Karierę piłkarską Nívio rozpoczął w klubie Espéria Belo Horizonte. W latach 1944–1951 był zawodnikiem Clube Atlético Mineiro. Z Atlético Mineiro czterokrotnie zdobył mistrzostwo stanu Minas Gerais – Campeonato Mineiro w 1946, 1947, 1949, 1950 oraz dwukrotnie w 1949 i 1950 roku był królem strzelców tych rozgrywek. W barwach Bangu wystąpił w 222 meczach, w których strzelił 132 bramki.
W latach 1951–1957 występował w Bangu AC. W barwach Bangu wystąpił w 149 meczach, w których strzelił 82 bramki. Ostatnim klubem w jego karierze było Cruzeiro EC. W barwach Cruzeiro został królem strzelców ligi stanowej Minas Gerais w 1959 roku.

## Kariera reprezentacyjna
W 1952 roku Nívio został powołany do reprezentacji Brazylii na Mistrzostwa Panamerykańskie, które Brazylia wygrała. Na turnieju w Chile był rezerwowym i nie wystąpił w żadnym meczu. Nigdy nie zdołał zadebiutować w reprezentacji.